# Podocarpus lawrencei
Podocarpus lawrencei — вид хвойних рослин родини подокарпових.

## Поширення, екологія
Країни поширення: Австралія (Австралійська столична територія, Новий Південний Уельс, Тасманія, Вікторія). Це субальпійський чи альпійський кущ, який обмежується найвищими горами у південній частині Великого Вододільного хребта і в Тасманії. Його висотний діапазон між 1100 м і 2030 м над рівнем моря і він росте в основному в скелястій місцевості, наприклад осипах схилів, розбиті скелясті плато і хребти.

## Використання
Вид саджають в рокаріях або як підлісок в паркових насадженнях дерев.

## Загрози та охорона
Ніяких конкретних загроз виявлено не було, хоча альпійські райони Австралії були визначені як сильно схильні до потенційних майбутніх наслідків зміни клімату. Цей вид присутній в кількох ПОТ, в тому числі національних парках, як в материковій частині Австралії так і на острові Тасманія.